# Canala poya
Canala poya là một loài nhện trong họ Desidae.
Loài này thuộc chi Canala. Canala poya được miêu tả năm 1992 bởi Gray.